# Moderne filosofie

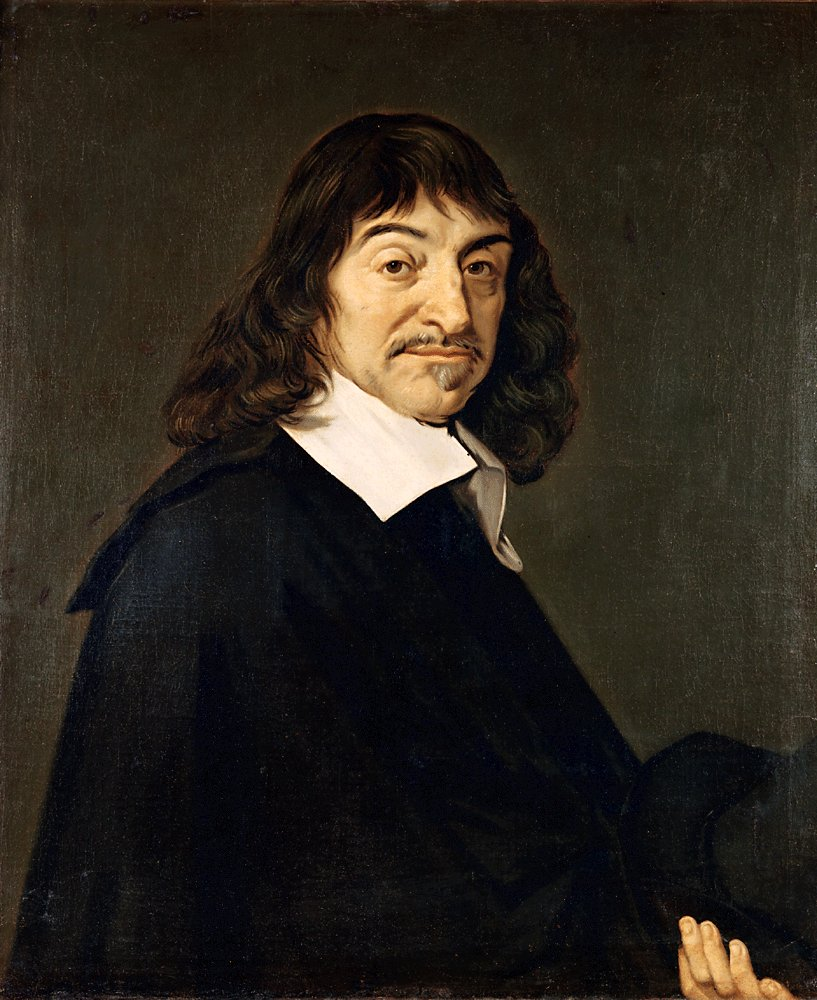
Portret van René Descartes, 1648 door Frans Hals

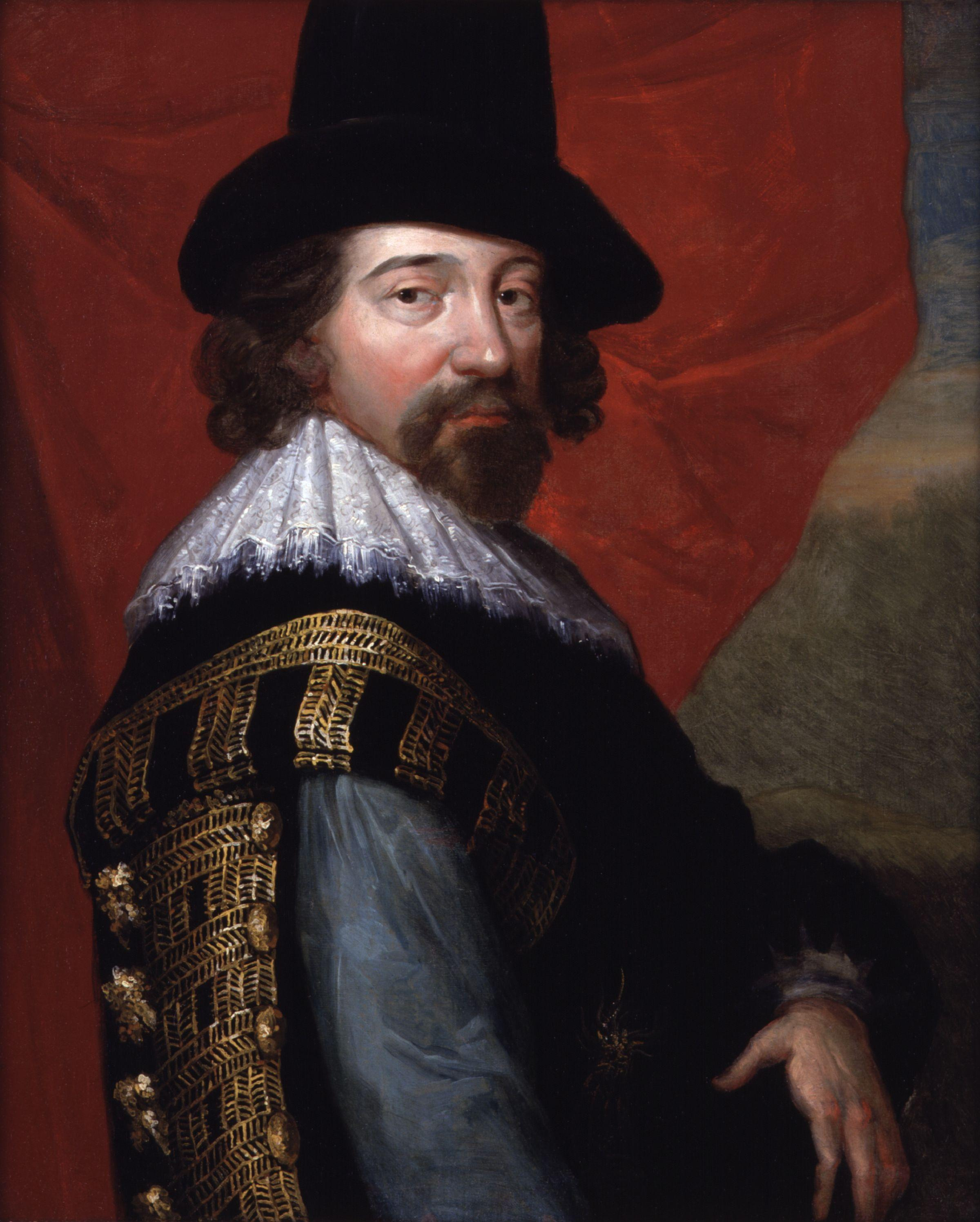
Francis Bacon, door een onbekende kunstenaar

Moderne filosofie is de filosofie van na de renaissancefilosofie, van de 17e tot de 20e eeuw, dus niet de hedendaagse filosofie. Naar de filosofie van de renaissance tot René Descartes (de vader van de moderne wijsbegeerte) wordt soms ook als de vroegmoderne filosofie verwezen.

## Introductie
In een tijd waarin de filosofie nog beheerst werd door de scholastiek van de theologen wier autoriteit blindelings werd aanvaard, zette de 17e-eeuwse Franse filosoof Descartes de filosofie op het spoor van de rationaliteit. Zijn plan was groots en ongehoord (over)moedig: hij zou de filosofie vanaf niets weer opbouwen, niet door te steunen op autoriteiten, maar door zijn verstand, de ratio, te volgen, door het boek van de natuur zelf te bestuderen. Alleen dat wat het verstand helder en onderscheiden kon denken was voor hem aanvaardbaar. Vanaf zijn stelling Cogito, ergo sum, Ik denk dus ik ben, bouwde hij de fundamenten van een moderne kennisleer en metafysica die de filosofen na hem zou inspireren om voor zichzelf te denken. Zo werd Descartes de kampioen van de 'rationalisten', de filosofen die hoofdzakelijk op redeneringen vertrouwen om, naar het voorbeeld van de wiskunde, gefundeerde beweringen over de werkelijkheid te doen. Empiristen zoals de 17e-eeuwse Engelse filosoof Francis Bacon daarentegen vormden zich vooral op basis van waarneming (empirie) en experiment een opvatting over de werkelijkheid en leidden daar hun kennis uit af. Beide denkbeelden kunnen als complementair beschouwd worden in een moderne, wetenschappelijke wereldbeschouwing. De 17e-eeuwse filosofie van Bacon en Descartes is dan ook een geschikt startpunt voor wat moderne filosofie genoemd wordt.

## Kenmerken

### Streven naar een verbeterde filosofie
Moderne filosofie is op heel wat punten schatplichtig aan de antieke filosofie. Spinoza, Leibniz en Hume, om er een paar te noemen, hebben zeker niet gebroken met de filosofie van de oude Grieken. Ze hebben hen grondig bestudeerd en maken gebruik van hun vocabularium. Maar aan de andere kant zien de Modernen hun werk toch als een verbetering van wat de antieke filosofen al hadden bereikt, wat hen er soms toe brengt om zich tegen hun voorgangers af te zetten.
Deze poging om de antieke filosofie te verbeteren is duidelijk te merken aan de politieke filosofie , die door de filosofen van de moderne tijd grondig vernieuwd is. Zowel Machiavelli als Hobbes hebben van de politieke filosofie een zelfstandige wetenschap willen maken door haar te scheiden van de ethiek (die bij de drie grote denkers van de oudheid, Socrates, Plato en Aristoteles, nog één was met de politiek). Daarenboven wilden zowel Spinoza, Hobbes en Machiavelli de politieke filosofie baseren op de studie van de mens zoals hij is en niet zoals hij volgens de ouden zou moeten zijn.

### Invloed van de Verlichting
De moderne filosofie zoals men ze doorgaans afbakent, bevat ook vanaf eind 17e eeuw de filosofie van de verlichting en het liberalisme van onder meer Locke, Rousseau, Diderot en Voltaire. Het woord filosoof nam de nieuwe betekenis aan van lid van de filosofische partij en geleidelijk tekenden zich de contouren af van een politieke filosofie die de democratie, de verdraagzaamheid en de soevereiniteit van het volk privilegieert: zo bijvoorbeeld Tractatus Theologico-Politicus van Spinoza, Du Contrat social van Rousseau of Two Treatises of Government van Locke.

### Invloed van de wetenschap
Een ander belangrijk kenmerk van de moderne filosofie is het belang van de wetenschap, die in de 17e eeuw vooral draaide om wiskunde en de studie van fysische (mechanische) verschijnselen. Vanaf de 18e eeuw krijgt ook de biologie van de filosofie meer aandacht. De denkers leidden inderdaad vaak een carrière als wetenschapper of toonden alleszins een levendige belangstelling voor de wetenschap. Met name Leibniz en Descartes waren in hun tijd grote geleerden. Afhankelijk van de gebruikte methode inspireert de moderne filosofie uit die tijd zich ofwel aan de wiskunde (met Descartes en Spinoza als voorbeelden), ofwel aan de natuurwetenschappen, zoals Hobbes deed. Ook trachtte de filosofie een algemeen geldende methode te vinden die toepasbaar was op alle gebieden van de kennis: op filosofie, de natuurwetenschappen, wiskunde enzovoort. Dit streven is weerspiegeld in het werk van Leibniz. De filosofie neemt dus vaak de wiskunde of de wetenschappen als model.

### Rationalisme versus empirisme
Wat ten slotte de kennistheorie betreft, onderscheiden we in deze filosofische traditie twee grote stromingen:
- het rationalisme met Descartes, Leibniz, Malebranche, Geulincx en Spinoza.
- het empirisme met Locke, Berkeley en Hume.

## Moderne filosofen

### Rationalisme
- René Descartes
- Baruch Spinoza
- Gottfried Leibniz
- Nicolas Malebranche
- Christian Wolff

### Empirisme
- Thomas Hobbes
- Francis Bacon
- John Locke
- George Berkeley
- David Hume
- John Stuart Mill

### Verlichtingsfilosofie
- John Locke
- Balthasar Bekker
- Bernard Mandeville
- Jean-Jacques Rousseau
- Voltaire
- Denis Diderot

### Utilitarisme
- Jeremy Bentham
- James Mill
- John Stuart Mill
- William Godwin
- Henry Sidgwick

### Idealisme
- Immanuel Kant
- Johann Gottlieb Fichte
- Friedrich Schelling
- Georg Wilhelm Friedrich Hegel

### 'Meesters van het wantrouwen'
- Ludwig Feuerbach
- Max Stirner
- Karl Marx
- Friedrich Engels
- Arthur Schopenhauer
- Friedrich Nietzsche
- Sigmund Freud